# Tagatose
Tagatose (kurz: Tag) ist ein Monosaccharid mit sechs Kohlenstoff-Atomen. Dieser Zucker gehört zur Gruppe der Ketohexosen. D-Tagatose eignet sich als Zuckeraustauschstoff, da er – verglichen mit Fructose – bei 92 % Süßkraft nur 38 % des physiologischen Brennwerts besitzt.
Wie bei jedem Zucker (außer Dihydroxyaceton) gibt es zwei enantiomere Formen, die sich wie Bild und Spiegelbild verhalten.

## Vorkommen
D-Tagatose kommt in der Natur – wenn auch in geringer Menge – in einigen Milchprodukten vor.

## Gewinnung und Darstellung
Kommerziell wird D-Tagatose aus Lactose gewonnen. Dabei wird das Disaccharid zuerst hydrolytisch zu Glucose und Galactose gespalten. Nach der Auftrennung des Gemisches wird die Galactose unter alkalischen Bedingungen zur D-Tagatose isomerisiert.

## Eigenschaften
In wässriger Lösung kommt es zu einem intramolekularen Ringschluss, sodass sich ein Gleichgewicht zwischen der Ketoform (weniger als 1 %) und den beiden Ringformen (Furanose-Form und Pyranose-Form) einstellt. Die Lage des Gleichgewichts ist von der Temperatur abhängig und beeinflusst auch die Süßungskraft des Zuckers. Bei 27 °C stellt sich folgendes Gleichgewicht ein:
- α-Pyranose-Form: 79 %      β-Pyranose-Form: 16 %
- α-Furanose-Form: 1 %        β-Furanose-Form: 4 %

| D-Tagatose – Schreibweisen | D-Tagatose – Schreibweisen | D-Tagatose – Schreibweisen |
| Keilstrichformel           | Haworth-Schreibweise       | Haworth-Schreibweise       |
| -------------------------- | -------------------------- | -------------------------- |
|                            | α-D-Tagatofuranose         | β-D-Tagatofuranose         |
| α-D-Tagatopyranose         | β-D-Tagatopyranose         |                            |
In Studien mit Versuchspersonen konnte gezeigt werden, dass D-Tagatose nicht kariogen und damit zahnfreundlich ist. Im Vergleich zu Glucose zeigt es eine sehr geringe Insulinreaktion. In größeren Mengen wirkt es abführend.

## Verwendung
D-Tagatose wird im Diät-Trinkeis Diet Slurpee der Firma PepsiCo exklusiv für den amerikanischen Markt in 7-Eleven Geschäften angeboten. In den USA gibt es zudem eine Zulassung für die Verwendung als Überzugsmittel („Frosten“) bei kleiehaltigen Frühstücksflocken, wo es aufgrund der hohen Kristallisationsgeschwindigkeit technologisch von Interesse ist. In Schokolade kann es als alleiniges Süßungsmittel eingesetzt werden. In Europa wurde es 2005 als Novel Food zugelassen.

## Derivate
Ein Derivat der Tagatose ist die Fuculose (6-Desoxy-tagatose).